# Jillian Tamaki
Jillian Tamaki   (Ottawa, 17 d'abril de 1980) és una il·lustradora i dibuixant canadencoestatunidenca coneguda pel seu treball a The New York Times i The New Yorker, i per a les novel·les gràfiques Boundless (Sense límits, 2017), així com Skim (2008) i This One Summer (Aquest estiu, 2014) escrites per la seva cosina Mariko Tamaki.

## Biografia
Tamaki va néixer a Ottawa (Ontario) i va créixer a Calgary (Alberta). Es va graduar a l'Alberta College of Art + Design (ACAD) el 2003. Després de graduar-se a l'escola d'art, va treballar a la companyia de videojocs canadenca BioWare i després va ensenyar il·lustració a l'Escola d'Arts Visuals de Nova York.

## Influències i temes
Tamaki llegia els còmics i les tires còmiques dels diaris d'Archie quan era petita. Va presentar dissenys de vestits en concursos per als còmics de Betty & Veronica. Els seus pares també tenien antologies d'altres còmics populars, incloent The Far Side, Calvin i Hobbes i Herman. A l'escola secundària va fer còmics per divertir-se, però va deixar de llegir els còmics després de superar Archie. El seu interès pels còmics alternatius i indie va començar mentre assistia a la universitat. Alguns dels seus còmics favorits durant aquest període inclouen Bipolar, de Tomer Hanuka i Asaf Hanuka, alguns artistes de l'editorial canadenca Drawn and Quarterly com Julie Doucet, Chester Brown, Seth, Michel Rabagliati, i llibres de Will Eisner. Va començar a fer mini-còmics després de graduar-se el 2003, i el seu primer mini-còmic apareix en el seu primer llibre, Gilded Lilies (2006). Tamaki reconeix sovint les seves influències com a inspiracions per començar el seu treball, ja que li van ajudar a aprendre els conceptes bàsics de la realització de còmics.
Com a autoproclamada feminista, Tamaki sovint es pregunta sobre el paper que juga en el seu treball. També va créixer en una zona del Canadà, on era l'única noia de la seva escola. En diverses entrevistes, Tamaki explica que la seva identitat forma la lent que ella veu, però no fa esforços conscients per treballar aquests temes en les seves il·lustracions i dissenys. Ella està interessada en l'experiència femenina i en veure les dones com a éssers humans sencers en una indústria que sovint sexualitza els cossos de les dones. Estant modelat pel feminisme i la raça, el seu treball pretén incloure diversos personatges amb els quals els lectors poden identificar-se millor.

## Carrera
Gilded Lilies (2006) és el primer llibre publicat per Tamaki i és una col·lecció d'il·lustracions i tires còniques de Tamaki. La primera part del llibre inclou un muntatge acuradament seleccionat de pintures, dibuixos personals, il·lustracions i còmics. La segona part consisteix en una narrativa gràfica sense paraules titulada The Tapemines, que narra la història de dos nens en un paisatge surrealista amb «boscos de cassets».
Skim (2008) és una novel·la gràfica aclamada per la crítica, il·lustrada per Jillian i escrita per la seva cosina Mariko Tamaki. Narra la història d'una jove de secundària i toca temes d'amistat, suïcidi, sexualitat i identitat.
Indoor Voice (2010) recull els dibuixos, il·lustracions i dibuixos de Tamaki i forma part de la sèrie Petit Livre de l'editorial Drawn and Quarterly. La major part del llibre està imprès en blanc i negre, però també inclou algunes il·lustracions de color. Indoor Voice va ser publicat a diverses revistes.
Now & then & when (2008), un dibuix amb tinta i grafit, va ser adquirit per la Biblioteca del Congrés dels Estats Units el 2011. Dins de dos panells horitzontals, es va representar a ella com una figura central i monumental, flanquejada per figures més petites d'ella mateixa des de la infància fins a l'adultesa a l'esquerra, i des de l'adultesa fins a la vellesa a la dreta. La variació de Tamaki amb figures amb vestits de bany, vinyetes relacionades i globus de veu, presenta una contrapart actualitzada de les figures i textos artístics precedents.
This One Summer (2014), de Mariko i Jillian Tamaki, és una novel·la gràfica que se centra en les experiències de dues bones amigues, Rose i Windy, que estan a la vora de l'adolescència durant les vacances d'estiu. Aquest còmic va guanyar el Premi Ignatz (2014), el Premi d'Honor Printz i la Medalla Caldecott (2015), i el Premi Eisner (2015).
El 2015, Drawn and Quarterly va publicar SuperMutant Magic Academy, una col·lecció del còmic del mateix nom de Tamaki entre el 2010 i el 2014. Anteriorment, aquests còmics van guanyar un Premi Ignatz (2012) per «Còmic en línia excepcional».
El juny de 2017, Drawn and Quarterly van publicar la novel·la gràfica de Tamaki Boundless, una col·lecció de contes curts. El llibre va rebre excel·lents crítiques. Una ressenya a The Atlantic va descriure el llibre com «un conjunt de contes ambiciós i eclèctic, que se centra en la vida interior de subjectes inesperats». Altres ressenyes van denominar a Boundless com «una col·lecció perfecta per a les imatges» i com «aparador de l'estil mercurial de Tamaki». NPR i Publisher's Weekly van descriure Boundless com una de les millors novel·les gràfiques de l'any.
Tamaki va dibuixar a mà tres portades de llibre per a Penguin Group. Les portades van ser dissenyades per a tres llibres de literatura clàssica: Emma de Jane Austen, El jardí secret de Frances Hodgson Burnett, i Bellesa negra d'Anna Sewell. En el seu temps lliure, també fa cobrellits com a afició.

### Controvèrsia
Tamaki es va convertir en el centre de la controvèrsia quan només la seva cosina, Mariko Tamaki, va ser nomenada per al Premi Literari del Governador General per Skim. La comunitat de còmics i altres van distribuir una carta oberta a la comissió de premis que defensava a Tamaki com a co-nominada, signada per artistes notables de còmics com Lynda Barry, Dan Clowes i Julie Doucet. Van afirmar a la carta: 
| « | A les novel·les il·lustrades, les paraules tenen la càrrega de narrar la història, i les il·lustracions són una forma de reforç visual. Però a les novel·les gràfiques, les paraules AMB imatges descriuen la història, i sovint hi ha seqüències (de vegades novel·les gràfiques senceres) on les imatges només transmeten la narrativa. El text d'una novel·la gràfica no es pot separar de les seves il·lustracions perquè les paraules i les imatges són el text. Intenteu imaginar l'avaluació de SKIM si no podeu veure els dibuixos. La contribució de Jillian al llibre va més enllà de la mera il·lustració: era la responsable de dir la història com era Mariko. | » |

This One Summer, creat per Mariko i Jillian Tamaki, va ocupar el lloc número 1 de la llista dels deu primers llibres més prohibits dels Estats Units d'Amèrica el 2016. Els principals motius pels quals es va prohibir aquest llibre eren els personatges LGBT, el consum de drogues i la blasfèmia, el contingut sexual explícit, i temes d'adults.

### Premis

#### Premis
- 2008 : Premi Ignatz, «millor novel·la gràfica» per Skim.[38]
- 2008 : New York Times, «millor il·lustració de llibres infantils» per Skim.[39]
- 2008 : Publishers Weekly, Quill & Quire, «millor llibre de l'any» per Skim.[40]
- 2009 : Premi Doug Wright, «millor llibre» per Skim.[41]
- 2012 : Premi Ignatz, «còmic en línia excepcional» per SuperMutant Magic Academy.[42]
- 2014 : Premi del Governador General, «il·lustració de llibres infantils» per This One Summer.[43]
- 2014 : Premi Ignatz, «còmic en línia excepcional» per This One Summer.[44]
- 2015 : Medalla Caldecott, «llibre d'honor» per This One Summer.[45]
- 2015 : Premi Eisner, «millor publicació, nou àlbum de gràfics» per This One Summer.[46]
- 2015 : Premi Lynd Ward, «novel·la gràfica» per This One Summer.[47]
- 2016 : Premi Rudolph-Dirks, «millor drama juvenil» per This One Summer.[48]
- 2016 : Premi Eisner, «millor publicació juvenil»r SuperMutant Magic Academy.
- 2018 : Premi del Governador General, «il·lustració de llibres infantils» per They Say Blue.[49]
- 2018 : Premi Boston Globe–Horn, «il·lustració de llibres» per They Say Blue.[50]

#### Nominacions
- 2008 : Premi del Governador General, nominada per Skim[51]
- 2009 : Premi Eisner, «millor publicació infantil, escriptora, nou àlbum de gràfics, dibuixant», nominada per Skim[52][53]
- 2014 : Premi Ignatz, «novel·la gràfica excepcional», nominada per This One Summer[54]

## Obra
- Gilded Lilies. (Conundrum Press, 2006) ISBN 1-894994-19-1
- Skim. (Groundwood Books, 2008), junt amb Mariko Tamaki. ISBN 978-0-88899-753-1
- Indoor Voice (Drawn & Quarterly, 2010) ISBN 978-1770460140
- This One Summer (First Second Books; Groundwood Books, 2014), junt amb Mariko Tamaki. ISBN 978-1-59643-774-6
- Frontier #7: SexCoven (Youth In Decline, 2015)
- SuperMutant Magic Academy (Drawn & Quarterly, 2015) ISBN 1770461981
- Boundless (Drawn & Quarterly, 2017)